# Ocotea pachypoda
Ocotea pachypoda är en lagerväxtart som beskrevs av Mez & Sod. och Carl Christian Mez. Ocotea pachypoda ingår i släktet Ocotea och familjen lagerväxter. Inga underarter finns listade i Catalogue of Life.